# Cameră frigorifică
O cameră frigorifică este o încăpere, sau un container, format din panouri de poliuretan.
Camera frigorifică poate fi de congelare sau refrigerare. Cea de congelare poate avea temperaturi de până la -30 de grade, este utilă fabricilor de gheață, firmelor care dețin produse congelate și așa mai departe. Camerele frigorifice de refrigerare pot avea temperaturi între -10 și 5-6 grade Celsius. Sunt utile pentru păstrarea legumelor, a fructelor, a băuturilor răcoritoare, pentru păstrarea mâncării în restaurante etc.